# (9698) Idzerda
(9698) Idzerda (2205 T-1) – planetoida z pasa głównego asteroid okrążająca Słońce w ciągu 3,64 lat w średniej odległości 2,37 j.a. Odkryta 25 marca 1971 roku.